# 矢吹町立三神小学校

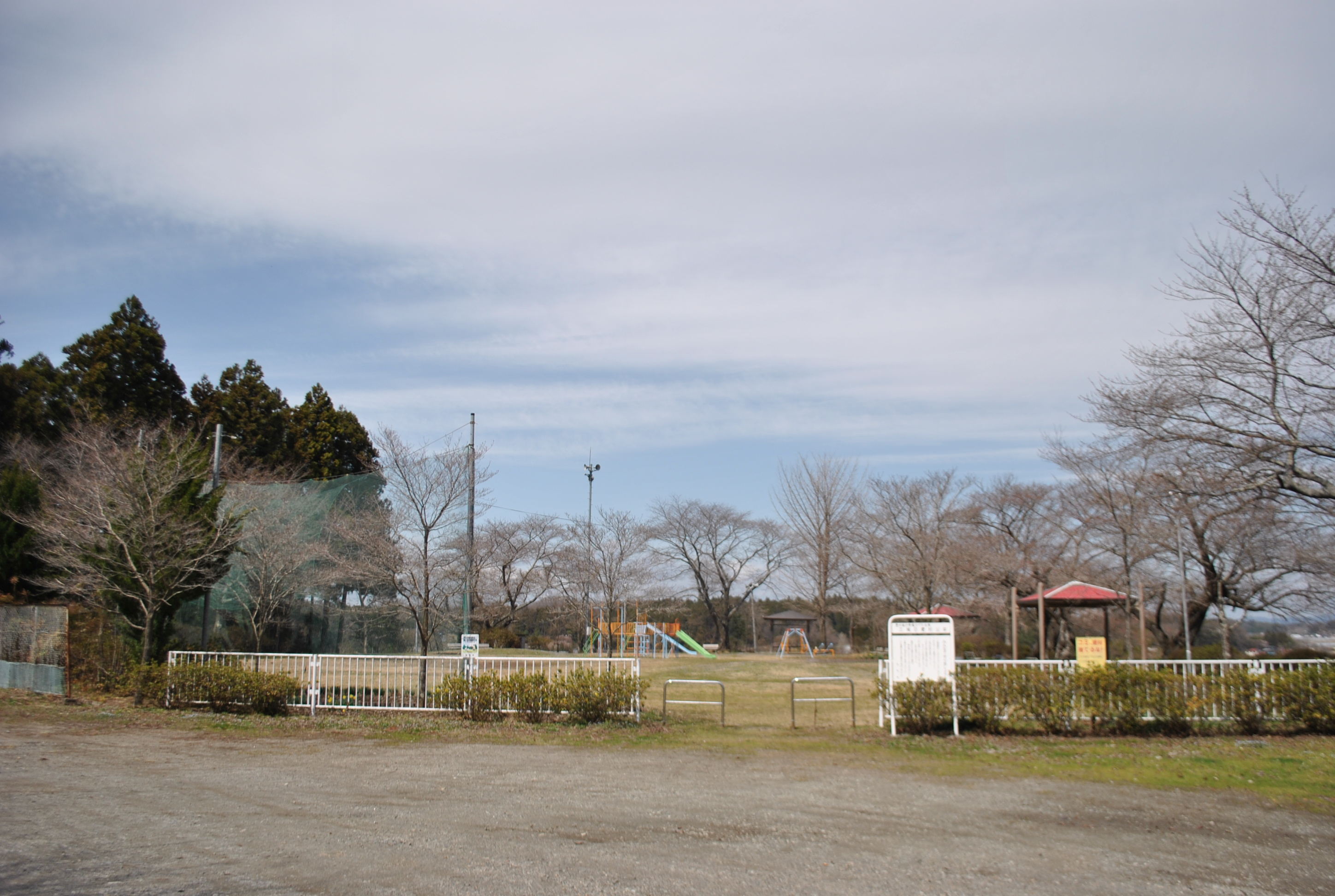
旧三神小学校の跡地。現在は、学校山公園として整備されている。

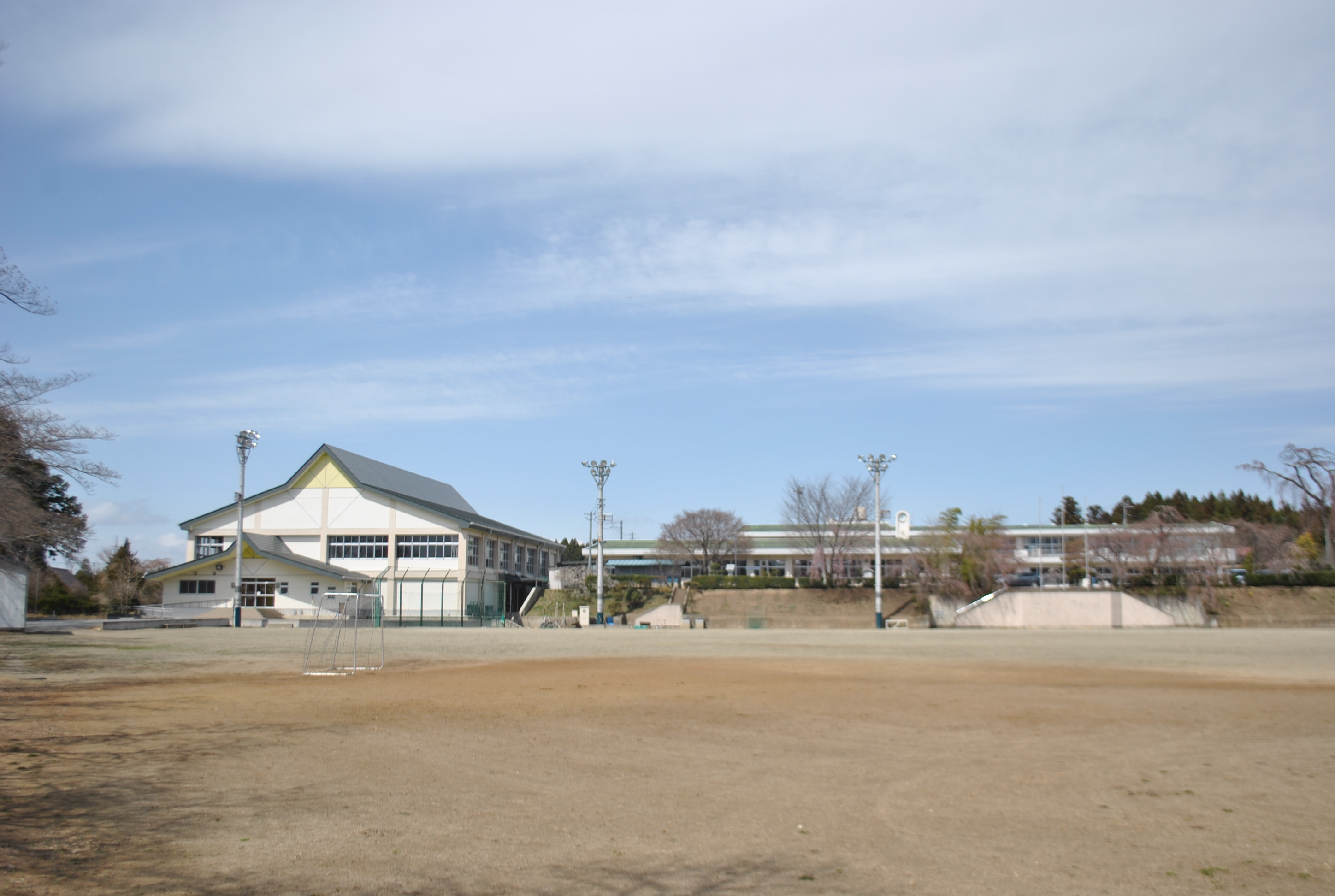
全景

矢吹町立三神小学校（やぶきちょうりつ みかみしょうがっこう）は、福島県西白河郡矢吹町にある公立の小学校である。
矢吹町の東端に位置し、主に、旧三神村地域を通学区域とする。

## 沿革
- 1873年1月2日 - 三城目小学校及び中野目小学校創立。寺子屋方式で設けられた。
- 1887年4月1日 - 三城目小学校及び中野目小学校を統合して、三神尋常高等小学校が三神村内（現：矢吹町内）学校山に開校。
- 1892年 - 三神小学校に改名。
- 1895年9月1日 - 三神小学校を分割し、三神第一小学校を村内三城目に、三神第二小学校を村内中野目に置く。
- 1907年4月2日 - 三神第一小学校及び三神第二小学校を三神尋常小学校に統合。
- 1934年11月20日 - 御料地を借用して校舎を増築。
- 1941年4月1日 - 三神村国民学校に改名。
- 1947年4月1日 - 新学制の発足に伴い、三神村立三神小学校に改名、三神中学校を併設する。
- 1955年3月31日 - 三神村が矢吹町に編入合併したことに伴い、矢吹町立三神小学校に改名する。
- 1956年6月1日 - 現在地に移転。
- 1965年4月1日 - 併設されていた三神中学校が、矢吹中学校に統合される。
- 1971年 - 特殊学級を開設。
- 1972年

4月30日 - 創立100周年記念式典開催、校旗を新調する。
7月31日 - プールが完成。
- 1973年10月1日 - 完全給食開始。
- 1987年1月25日 - 新校舎が落成。これにより、矢吹町内の学校は全て鉄筋コンクリート製となる。
- 1992年1月20日 - 創立120周年記念式典開催。
- 2002年

1月18日 - 創立130周年記念式典開催。
11月8日 - 新体育館が落成。
- 2011年

5月2日 - 福島第一原子力発電所事故の発生に伴い、空中放射線量の測定を開始。
6月～8月 - 放射線量低減のため、校庭の表土除去工事を実施。
- 2012年

2月6日 - 空間線量を計測するリアルタイムモニタリングポストを設置。
10月27日 - 創立140周年記念行事開催。

## 所在地・交通
福島県西白河郡矢吹町神田西130－2
- JR東日本東北本線矢吹駅より約5.8km、水郡線泉郷駅より約4.5km。
- あぶくま高原道路矢吹中央インターチェンジより約4.9km、玉川インターチェンジより約4.1km。